# التابوت المغلق (رواية)
التابوت المغلق (بالإنجليزية: Closed Casket) رواية بوليسية للكاتبة البريطانية صوفي هانا  صدرت في سبتمبر 2016  عن دار هاربر كولينز للنشر في حوالي 400 صفحة.
يظهر في الرواية بطل الكاتبة أغاثا كريستي المخبر الخاص هركيول بوارو. هانا هي أول مؤلفة سمحت لها مؤسسة كريستي بكتابة قصص جديدة لشخصياتها. يتضمن كتاب النعش المغلق مخططًا للمنزل الذي وقعت فيه جريمة القتل؛ لمساعدة القارئ في حل اللغز الغامض.

## خلفية الرواية
بعد وفاة أغاثا كريستي ومرور حوالي 40 سنة، قررت الكاتبة البريطانية صوفي هانا استكمال مسيرة وخط أغاثا كريستي. وافقت عائلة أغاثا كريستي على مشروع صوفي هانا وعلى صدور رواياتها بدءا من سبتمبر 2014 عن دار هابر كولنز.
والكاتبة هانا متخصصة في الروايات البوليسية السيكولوجية، وقالت: «إن أغاثا كريستي هي الكاتبة التي أوقعتني في حب الرواية البوليسية حين كنتُ في الثالثة عشرة من العمر... إن بوارو ومس ماربل تآمرا لدفعي لتكريس حياتي للرواية البوليسية، وان حبكة كريستي الذكية وفهمها العميق للنفس البشرية هما اللذان صنعا هويتي ككاتبة بوليسية»، كما قالت هانا إنها كتبت 100 صفحة من رواياتها البوليسية آخذة بعين الاعتبار أسلوب أغاثا كريستي، وإنها لن تضيف على شخصية هيركول بوارو هوايات أو اهتمامات لم تكن لديه في النسخة التقليدية، وإن لفتت الانتباه إلى أنها ستمنحه بعض الصفات التي لم يكن يتمتع بها في السابق.
أعرب ماثيو بريتشارد، حفيد أغاثا كريستي، عن اقتناعه بأن هانا هي الشخص المناسب لكتابة أول رواية بوليسية بطلها بواور منذ نحو 40 عاما. وأضاف: «أن حبكة صوفي هانا مثيرة وعواطفها تجاه جدتي متقدة بحيث شعرنا أن الوقت مناسب لكتابة عمل جديد يرتبط باسم أغاثا كريستي».

## شخصيات الرواية
- هركيول بوارو: شرطي بلجيكي متقاعد تحول إلى محقق خاص، قامت بدعوته السيدة أثيليندا إلى قصر بلايفورد لمنع جريمة قتل.
- إدوارد كاتشبول: مفتش شرطة من سكوتلاند يارد، قامت بدعوته السيدة أثيليندا أيضاً.
- ليدي أثيليندا بلايفورد: امرأة مرحة ومخادعة وهي كاتبة لسلسلة ألغاز للأطفال تدور حول الشابة شريمب سيدون وصديقاتها
- الفيكونت هاري بلايفورد: نجل ليدي أثيليندا، رجل منغمس في ذاته تمامًا، غير حساس، منشغل بهوايته، والتحنيط.
- دورو بلايفورد: زوجة هاري، امرأة متعجرفة وتسعى لمصلحتها، مهووسة بميراث هاري، من كل من والدته ووالده الراحل.
- كلوديا بلايفورد: ابنة ليدي أثيليندا، شابة قاسية ولاذعة، لا تحترم الآخرين وقاسية في كثير من الأحيان، نابعة من معاناة الطفولة.
- راندال كيمبتون: خطيب كلوديا، طبيب وخريج أكسفورد، وباحث في شكسبير، مغرور للغاية، ومكرس لكلوديا، كما هي له.
- جوزيف سكوتشر: سكرتيرة الليدي آثيليندا، رجل لطيف للغاية ومجامل، يكسب بسهولة ثقة الناس وعاطفتهم؛ وهو يحتضر بسبب مرض في الكلى
- صوفي بورليت: ممرضة جوزيف، تحبه لأنه يحبها
- مايكل جاذركول: المحامي ومنفذ وصايا الليدي أثيليندا، الذي قرأ كتب شريمب سيدون ووقع في عشقها وهو في دار الأيتام.
- أورفيل رولف: محامي الليدي أثيليندا، وشريك مايكل جاثركول في مؤسسة للمحاماة، وهو رجل سمين وشره للغاية.
- هاتون: كبير الخدم، رجل عجوز ومتمرد دائمًا، على ما يبدو، يخائف من تسريب بعض الأسرار.
- بريجيد: الطاهية، امرأة فظة ومتقنة، تشكو دائمًا من زملائها العاملين والضيوف.
- فيليس: الخادمة، شابة ساذجة وسخيفة، تضطهدها بريجيد، وهي محبوبة مع جوزيف.
- المفتش كونري: محقق رفيع المستوى من دبلن
- الرقيب دواير: مساعد كونري، يفتقر إلى الثقة بسبب تعنيف رئيسه المتكرر [1][9][10]

## ملخص أحداث الرواية
السيدة أثيليندا بلايفورد، مؤلفة سلسلة روايات الأطفال الغامضة، تستدعي أبناؤها والمحامون وبوارو وإدوارد كاتشبول، محقق سكوتلاند يارد، إلى قصرها في كلوناكيلتي بأيرلندا، حيث تخطط للإعلان عن تغيير في وصيتها، وصدم المقربين منها: فهي تنوي ترك كل شيء لسكرتيرها، وهو رجل لديه أسابيع فقط للعيش بسبب مرض عضال، وحرمان ابنها وابنتها من ثروتها تمامًا.
يبدأ بوارو في الشك في أنه وكاتشبول قد تمت دعوتهم لمنع جريمة قتل، لكن على الرغم من جهودهم، قُتل أحد ضيوف السيدة أثيليندا، وليس الشخص الذي كانوا يتوقعونه. يتضح تدريجياً أنه لا يوجد شيء على ما يرام داخل الأسرة. ابن ليدي بلايفورد بطيء التفكير، ولديه زوجة قلقة باستمرار بشأن مستقبلهم وليس لديها سبباً واضحاً لقلقها. ابنة ليدي بلايفورد هي فتاة لئيمة تستاء من والدتها حتى قبل أن تقوم بتغيير وصيتها، ربما لأن والدتها أعطت أهمية أكبر لكتابتها أكثر من ابنتها، وهي أيضا تحظى بإعجاب الدكتور راندال كيمبتون، الذي يشاركه نفس الآراء. هناك السكرتير جوزيف سكوتشر، وهو رجل لطيف مع الجميع ولكن هل هذه مجرد واجهة؟ هناك الممرضه صوفي التي تحب جوزيف. هناك أيضاً أورفيل وولف محامي ليدي بلايفورد، وخادم المنزل هاتون، الذي لديه عيب في النطق. في مثل هذا المكان، يجب على بوارو وكاتشبول اقتناص الحقيقة من عش الفئران المرير، وسط جو من الاستياء العائلي، في عائلة يبدو أن الجميع فيها يحتقرون بعضهم البعض.

## مقتطفات من الرواية
حدق مايكل جاذركول في الباب المغلق أمامه وحاول أن يقنع نفسه بأنه قد حان الوقت لطرقه. بينما كانت الساعة القديمة في ردهة المنزل تدق في حشرجة معلنة رأس الساعة. كانت التعليمات التي تلقاها جاذركول تنص على أن يكون حاضرًا بشخصه في تمام الرابعة. وكانت الساعة تشير إلى الرابعة تمامًا. وقف جاذركول هنا - عند المدخل الأمامي لمنزل ليلي أوك - مرات عدة على مدار السنوات الست السابقة. ولمرة واحدة فقط من تلك المرات شعر بأنه غير مرتاح أكثر من اليوم. ففي تلك المرة كان أحدّ رجلين ينتظران: ولم يكن بمفرده كما هي الحال اليوم. كان لا يزال يذكر كل كلمة تبادلها مع الرجل الآخر. على الرغم من أنه كان يفضل أن ينساها. وتمكن، بمساعدة ضبط النفس الذي يطبقه على نفسه، من أن ينفض عن رأسه تلك الذكرى. كان قد حذر من أن اجتماعا عصر اليوم قد يكون صعبًا. وقد جاء التحذير منفصلا عن الدعوة للحضور. الأمر الذي كان معتادًا من مضيفته. «ما سأقوله لك سيصدمك ...».
لم تكن هناك أية شكوك تراود جاذركول. ولم تكن الملحوظة الأولى ذات فائدة بالنسبة له. حيث إنها لم تحتو على أية معلومات عن نوعية الاستعدادات التي يجب أن تكون وما زاد من قلقه أنه عندما أخرج ساعته من جيبه؛ وجد أنه بسبب تردده وبسبب إخراجه لساعته من جيبه وإعادتها إليه مرة أخرى، ثم إخراجها من جديد لينظر إليها، قد تأخر عن موعده. فالساعة كانت تشير الآن إلى دقيقة واحدة بعد الساعة الرابعة؛ فطرق الباب. قال لنفسه: لقد تأخرت دقيقة واحدة. ستلاحظ التأخير - هل هناك شيء لا تلاحظه؟ - ولكن مع بعض الحظ قد لا تعلق على الأمر.
قالت الليدي أثيليندا بلايفورد بصوت متحمس أكثر من أي وقت مضى: «ادخل يا مايكل». كانت في السبعين من عمرها؛ وكان صوتها قويا وواضحًا كالجرس الجديد. لم يكن جاذركول قد رآها بهذه الجدية من قبل. فقد كانت دومًا تسعى إلى الإثارة - حتى مع تلك الأمور التي قد تقلق البشر العاديون. كانت الليدي بلايفورد تمتلك موهبة استخراج أكبر قدر من المتعة من بين الأمور التافهة وكذلك الأمور الجدلية، وكان جاذركول معجبًا بقصصها عن الأطفال السعداء الذين يحلون الألغاز التي استعصت على الشرطة المحلية منذ أن قرأ القصة الأولى عندما كان صبي وحيد في العاشرة من عمره يعيش في أحد ملاجئ أيتام لندن. ومنذ ست سنوات التقى بمبتكرة تلك الشخصيات للمرة الأولى واكتشف أنها امرأة غامضة ولا يمكن التنبؤ بتصرفاتها تمامًا مثل كتبها. ولم يكن يتوقع أنه سيبلي حسن لهذه الدرجة في مهنته المختارة؛ ولكنه فعل. بفضل أثيليندا بلايفورد: كان لا يزال في السادسة والثلاثين من عمره. وكان شريكا في شركة محاماة ناجحة: جاذركول ورولف. فقد كانت فكرة أن هناك شركة ناجحة تحمل اسمه لا تزال تربكه حتى بعد مرور تلك السنوات. كان ولاؤه إلى الليدي بلايفورد يتخطى جميع التزاماته الأخرى في حياته، إلا أن العلاقة الشخصية التي جمعته بمؤلفته المفضلة أجبرته على أن يقر لنفسه بأنه كان يفضل الصدمات والتحولات المفاجئة للأحداث التي كان يراها من مسافة آمنة في عالم الخيال. وليس على أرض الواقع إلا أن الليدي بلايفورد، بكل تأكيد، لم تشاركه هذا الأمر. بدأ يفتح الباب. قالت الليدي بلايفورد: «هل ستدخل أم ... آه ها أنت ذا. لا تتجول في الغرفة. اجلس. اجلس. لن يجدي الأمر إن لم نبدأ على الفور». عندها جلس جاذركول، فابتسمت الليدي بلايفورد له قائلة: «مرحبا يا مايكل». فشعر مايكل بهذا الشعور الغريب الذي يكتنف حواسه دومًا - كما لو أن عينيها تحملانه وتديرانه حول نفسه ثم تضعه في مكانه من جديد. قالت: «والآن يجب أن تقول: مرحب يا آشي. هيا قلها. فبعد كل سنوات معرفتنا، أعتقد أن قولها سيكون سهلا. لا تقل: عمت مساءً يا سيدتي، ولا: طاب يومك يا ليدي بلايفورد... كل ما أريده هو تحيتك الودودة: مرحب يا آثي. هل الأمر صعب عليك؟». صفقت بيديها ثم استطردت قائلة: «إنك تبدو مثل جرو الثعلب الذي وقع في الأسر. إنك لا تفهم سبب دعوتي لك لتقضي أسبوعا معي في منزلي. أليس كذلك؟ أو سبب دعوة السيد رولف أيضا».

## استقبال الرواية
كتبت كيت سوندرز في صحيفة التايمز بتاريخ 8 أكتوبر 2016: «هذا زواج أدبي صنع في الجنة - صوفي هانا وأجاثا كريستي. النعش المغلق هي الرواية الثانية لهانا عن المحقق البلجيكي القصير هركيول بوارو، وقد أثبتت مرة أخرى أنه يمكن الوثوق بها مع واحدة من أكثر الشخصيات الخيالية المحبوبة في العالم. المفتش إدموند كاتشبول وبوارو ضيوف في قصر كبير في كو كورك، ومضيفتهم السيدة أثليندا بلايفورد، مؤلفة قررت إخراج أبنائها من وصيتها وترك كل شيء لرجل يحتضر. لماذا تفعل هذا ولماذا تحتاج المحققين؟ يبدو أنها تتوقع جريمة قتل. الحبكة والإعداد هي كريستي نقية».
كتبت باربرا كلينتون في صحيفة الإندبندنت في أغسطس 2016: «يقول خبراء أجاثا كريستي إن طريقة كتابة المؤلفة خلقت شكلاً من أشكال الإدمان، أو الحاجة، التي احتفظت بالقارئ مدمن مخدرات من الغموض، من البداية إلى النهاية، ومن رواية إلى أخرى. تتقن صوفي هانا حرفة كريستي مع مغامرة أخرى للمحقق البلجيكي القصير هركيول بوارو، الذي كتبت عنه كريستي أكثر من 35 رواية. هذه المرة، يجد بوارو نفسه في جنوب أيرلندا ومن دون رفيق سكوتلاند يارد الموثوق به إلى جانبه. تجمع هانا قصتها المليئة بجميع المشتبه بهم غير العاديين في لغز مثير بالمنزل الكبير، والأم التي تبدو قوية للغاية، والتي هي نفسها كاتبة قصص غامضة للأطفال. وهنا يوجد أطفال بالغون ساخطون، وأصهار، ودخيل واحد على الأقل، وغيرة، وهاجس، وخوف، وجشع».
كتب موقع ليتراري تريت في 24 سبتمبر 2016: «من الصعب ملء حذاء بحجم أحذية أجاثا كريستي، وهي الروائية الأكثر مبيعًا على الإطلاق، والتي لم يتفوق على مبيعاتها سوى الكتاب المقدس وشكسبير. أتردد في القول بأن صوفي هانا هي خليفة لكريستي ... بدلاً من ذلك، أقول إن صوفي هانا هي مؤلفة الغاز رائعة في حد ذاتها. لقد استمتعت».
كتب موقع كيركس: «تقدم هانا أقل وأكثر مما تخبزه أجاثا كريستي في أي من رواياتها. لكن الكشف عن الذروة التي تحدد دافع القاتل هو في كل مكان لامع وغير محتمل مثل أي من ضربات الرعد الرائعة لكريستي».
كتب مارك ساندرسون على موقع إيفنينج ستاندارد في 8 سبتمبر 2016: «الهواء مليء بالريبة والارتباك والأكاذيب الصريحة. هل تعرضت الضحية للضرب بالهراوات أم مسمومة؟ كيف يمكن لشخص أن يكون في مكانين في وقت واحد؟ كيف يمكن لشخص أن يتكلم بعد موته؟»، وكتب الناقد أن الكاتبة صوفي هانا: «ليس من السهل الدخول في حذاء امرأة ميتة. على الرغم من ذلك، وهذه المرة، يبدو أن أحذية أجاثا كريستي تناسب صوفي بشكل أكثر راحة، ويتواصل التحقيق في جريمة القتل بشكل مذهل ومثير».
كتب جون فاليري على موقع كريمينال اليمنت في 8 سبتمبر 2016: «من خلال النعش المغلق، أثبتت صوفي هانا، مرة أخرى، سبب إختيار مؤسسة كريستي للكاتبة صوفي لمواصلة إرث هركيول بوارو الأدبي الطويل. بينما يحتوي السرد على جميع تعقيدات روايات الجريمة المعاصرة للمؤلفة، فإنه يحتوي أيضًا على جوهر لا لبس فيه لكتاب كتب خلال العصر الذهبي للرواية البوليسية. هذا إنجاز رائع، ولا يسع المرء إلا أن يعتقد أن السيدة أجاثا نفسها ستكون فخورة».
كتب موقع الرؤية في 19 أكتوبر 2019: «يشعر القارئ بأن الروايات الجديدة مكملة لذلك العالم وليست منفصلة عنه برغم الفجوة الزمنية الكبيرة بينهما. وقد دعا كثير من النقاد هانا لإحياء شخصية أخرى من شخصيات أغاثا كريستي الخالدة، وهي الآنسة ماربل التحرية الذكية التي لا يستعصي عليها حل أي قضية برغم تقدم سنها، ولعل هانا تجمع الشخصيتين في عمل واحد مستقبلاً».
نظمت مؤسسة الإمارات للآداب في أبريل 2017 ثلاث ورش، واستضافت خلالها الكاتبة صوفي هانا لمناقشة روايتيها الجديدتين «جرائم المونوغرام»، و«التابوت المغلق».

## وصلات خارجية
https://www.magltk.com/agatha-christie/ التابوت المغلق (رواية)
https://sophiehannah.com/the-closed-casket/ التابوت المغلق (رواية)
https://stringfixer.com/ar/Closed_Casket_(novel) التابوت المغلق (رواية)
https://www.thetimes.co.uk/article/fiction-shorts-rk5wcj85z التابوت المغلق (رواية)